# Paul J. LaCamera

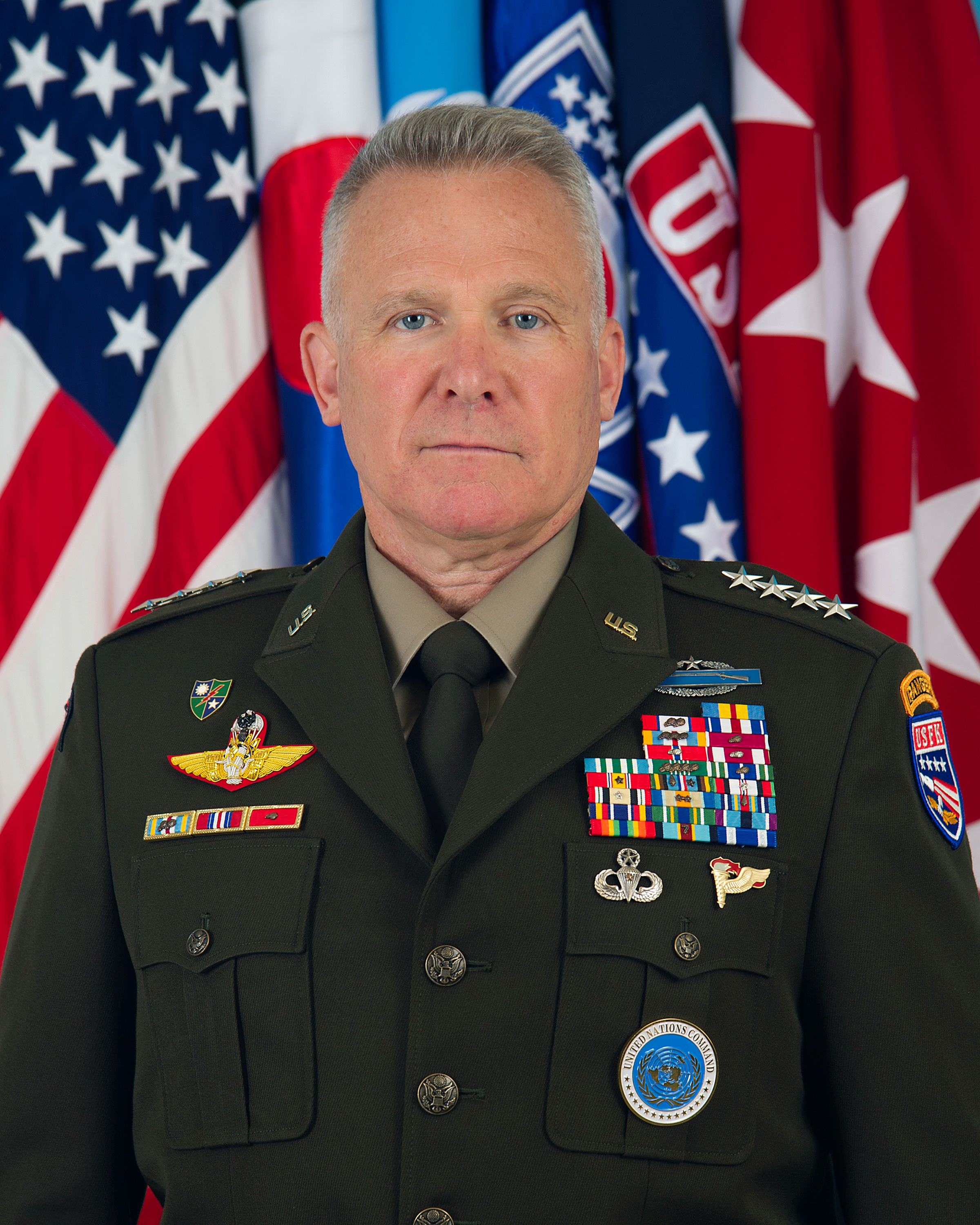
Paul LaCamera (2021)

Paul Joseph LaCamera (* 4. September 1963 in Westwood, Norfolk County, Massachusetts) ist ein pensionierter General der United States Army.
In den Jahren von 1981 bis 1985 durchlief Paul LaCamera die United States Military Academy in West Point. Nach seiner Graduation wurde er als Leutnant der Infanterie zugeteilt. In der Armee durchlief er anschließend alle Offiziersränge bis zum Vier-Sterne-General.
Im Lauf seiner militärischen Karriere absolvierte er verschiedene Kurse und Schulungen. Dazu gehörten unter anderem der Infantry Officer Basic Course, der Infantry Officer Advanced Course, das United States Army War College, das Command and General Staff College sowie das Naval War College.
In seinen jüngeren Jahren absolvierte er den für Offiziere in den niederen Rangstufen üblichen Dienst in verschiedenen Einheiten und Standorten. Im weiteren Verlauf seiner Laufbahn kommandierte er Einheiten auf fast allen militärischen Ebenen. Zwischenzeitlich wurde er auch als Stabsoffizier eingesetzt. Ende 1989 war er an der US-Invasion in Panama beteiligt. In den Jahren 1994 und 1995 war er auch während der Operation Uphold Democracy in Haiti eingesetzt. Von 2001 bis 2003 war LaCamera Bataillonskommandeur im 87. Infanterieregiment, das der 10. Gebirgsdivision unterstand. Er wurde mit seinem Regiment nach Afghanistan versetzt, wo er an der Operation Anaconda teilnahm. Im August 2005 erhielt er das Kommando über das 75. Rangerregiment, das dem United States Army Special Operations Command unterstand. Dieses Amt hatte er bis August 2007 inne. Anschließend gehörte er bis 2010 dem Stab des United States Joint Special Operations Command an.
Am 2. August 2009 erreichte Paul LaCamera mit seiner Beförderung zum Brigadegeneral die Generalsränge. Er blieb weiterhin Stabsmitglied des United States Joint Special Operations Commands und wurde zwischenzeitlich in den Irak versetzt. Von 2010 bis 2012 gehörte er dem Stab der 25. Infanteriedivision an. Dort war er Leiter der Abteilung G3 (Operationen). Zwischenzeitlich wurde er erneut im Irak eingesetzt. Am 2. Juli 2012 wurde er zum Generalmajor befördert und zum Stab des United States Army Special Operations Command in Fort Bragg in North Carolina versetzt, wo er bis März 2013 verblieb.
Am 14. März 2013 übernahm Paul LaCamera das Kommando über die 4. Infanteriedivision, das er bis zum 14. Mai 2015 innehatte. Dabei war er zwischenzeitlich im Rahmen der Operation Enduring Freedom in Afghanistan eingesetzt. Von Juni 2015 bis Mai 2016 war er als Chief, Office of Security Cooperation des United States Central Commands im Irak tätig, wo er an der Operation Inherent Resolve beteiligt war. Danach war LaCamera von Juli 2016 bis Januar 2018 stellvertretender Kommandeur der XVIII. Luftlandedivision. Nach seiner Beförderung zum Generalleutnant am 19. Januar 2018 wurde er als Nachfolger von Stephen J. Townsend neuer Kommandeur dieses Korps. Diesen Posten bekleidete er bis zum Oktober 2019, wobei er erneut an der Operation Inherent Resolve im Irak beteiligt war.
Am 18. November 2019 erhielt LaCamera das Kommando über die in Fort Shafter in Hawaii ansässige United States Army Pacific. In dieser Funktion löste er Robert B. Brown ab. Nachdem er dieses Kommando am 4. Juni 2021 an Charles A. Flynn übergeben hatte, wurde er am 2. Juli 2021 Kommandeur des ROK/US Combined Forces Commands in Südkorea. In dieser Funktion löste er Robert B. Abrams ab. Mit diesem Kommando ist auch der Oberbefehl über das dortige United Nations Command verbunden. LaCamera behielt dieses Kommando bis zum 20. Dezember 2024, als er von Xavier T. Brunson abgelöst wurde. Anschließend schied er aus dem aktiven Militärdienst aus. 

## Orden und Auszeichnungen
LaCamera erhielt im Lauf seiner militärischen Laufbahn unter anderem folgende Auszeichnungen:
- Defense Distinguished Service Medal
- Army Distinguished Service Medal
- Silver Star
- Defense Superior Service Medal
- Legion of Merit
- Bronze Star Medal
- Meritorious Service Medal
- Joint Service Commendation Medal
- Army Commendation Medal
- Army Achievement Medal
- Joint Meritorious Unit Award
- Valorous Unit Award
- Meritorious Unit Commendation
- National Defense Service Medal
- Armed Forces Expeditionary Medal
- Afghanistan Campaign Medal
- Iraq Campaign Medal
- Inherent Resolve Campaign Medal
- Global War on Terrorism Expeditionary Medal
- Global War on Terrorism Service Medal
- Korea Defense Service Medal
- Humanitarian Service Medal
- Army Service Ribbon
- Army Overseas Service Ribbon
- NATO-Medaille
- Combat Infantryman Badge